# Thỏa dụng biên
Trong kinh tế học, lợi ích là sự thỏa mãn hoặc hài lòng do tiêu dùng một sản phẩm mang lại. Lợi ích cận biên mô tả mức độ hài lòng hoặc thỏa mãn mà người tiêu dùng đạt được do tăng hoặc giảm tiêu dùng một đơn vị hàng hóa, dịch vụ. Có ba loại lợi ích cận biên. Chúng là lợi ích cận biên dương, âm hoặc bằng không. Ví dụ, bạn thích ăn pizza, miếng pizza thứ hai mang lại cho bạn cảm giác hài lòng hơn là chỉ ăn một miếng pizza. Nó có nghĩa là lợi ích cận biên của bạn từ việc mua bánh pizza là dương. Tuy nhiên, sau khi ăn miếng thứ hai, bạn cảm thấy no, và bạn sẽ không cảm thấy tốt hơn khi ăn miếng thứ ba. Điều này có nghĩa là lợi ích cận biên của bạn từ việc ăn pizza bằng không. Hơn nữa, bạn có thể cảm thấy buồn nôn nếu ăn nhiều hơn ba miếng bánh pizza. Tại thời điểm này, lợi ích cận biên của bạn là số âm. Nói cách khác, mức lợi ích cận biên âm chỉ ra rằng mỗi đơn vị hàng hóa hoặc dịch vụ được tiêu dùng sẽ gây hại nhiều hơn lợi, điều này sẽ dẫn đến giảm tổng lợi ích, trong khi lợi ích cận biên dương chỉ ra rằng mỗi đơn vị hàng hóa hoặc dịch vụ được tiêu thụ sẽ tăng tổng lợi ích.
Trong bối cảnh lợi ích có thể đo lường được, các nhà kinh tế học đã đưa ra quy luật lợi ích cận biên giảm dần, mô tả cách đơn vị tiêu dùng đầu tiên của một hàng hóa hoặc dịch vụ cụ thể mang lại nhiều lợi ích hơn so với đơn vị thứ hai và các đơn vị tiếp theo, với mức độ giảm liên tục cho số tiền lớn hơn. Do đó, lợi ích cận biên giảm khi tiêu dùng tăng lên được gọi là lợi ích cận biên giảm dần. Các nhà kinh tế học sử dụng khái niệm này để xác định lượng hàng hóa hoặc dịch vụ mà người tiêu dùng sẵn sàng mua

## Cận biên
Trong nghiên cứu Kinh tế học, thuật ngữ "cận biên" đề cập đến một sự thay đổi nhỏ, bắt đầu từ một số mức cơ sở. Philip Wicksteed giải thích thuật ngữ này như sau:
Đánh giá cận biên là những cân nhắc liên quan đến sự gia tăng hoặc giảm nhẹ của trữ lượng bất kỳ thứ gì mà chúng ta đang sở hữu hoặc đang xem xét. Một cách khác để nói về thuật ngữ cận biên là chi phí hoặc lợi ích của đơn vị tiếp theo được sử dụng hoặc tiêu thụ, ví dụ như lợi ích mà bạn có thể nhận được từ việc tiêu thụ một miếng sô cô la. Chìa khóa để hiểu được tính cận biên là thông qua phân tích cận biên . Phân tích cận biên xem xét các lợi ích bổ sung của một hoạt động so với chi phí tăng thêm phát sinh từ chính hoạt động đó. Trên thực tế, các công ty sử dụng phân tích cận biên để hỗ trợ họ tối đa hóa lợi nhuận tiềm năng và thường được sử dụng khi đưa ra quyết định về việc mở rộng hoặc thu hẹp sản xuất.

## Lợi ích
Là một chủ đề của kinh tế học, lợi ích được sử dụng để đo lường giá trị hoặc giá trị sử dụng. Các nhà kinh tế học thường mô tả lợi ích như thể nó có thể định lượng được, nghĩa là, như thể các mức độ lợi ích khác nhau có thể được so sánh theo thang đo.
Ban đầu, thuật ngữ lợi ích được các nhà triết học đạo đức như Jeremy Bentham và John Stuart Mill đánh đồng sự hữu dụng với việc tạo ra niềm vui và tránh đau đớn. Dưới ảnh hưởng của triết lý này, người ta đã xem lợi ích là "cảm giác thích thú và đau đớn" và xa hơn là " số lượng cảm giác".
Lý thuyết kinh tế đương đại chính thống đã liên kết sự hữu dụng với hàng hóa, dịch vụ hoặc công dụng của chúng với số lượng và định nghĩa "lợi ích" như một thứ có thể định lượng.

## Quy luật lợi ích cận biên giảm dần
Nhà kinh tế học người Anh Alfred Marshall tin rằng bạn càng một thứ gì đó nhiều thì bạn càng muốn ít thứ đó hơn. Hiện tượng này được các nhà kinh tế gọi là lợi ích cận biên giảm dần. Lợi ích cận biên giảm dần đề cập đến hiện tượng mỗi đơn vị thu nhập tăng thêm dẫn đến sự gia tăng ngày càng nhỏ hơn trong giá trị chủ quan. Ví dụ, ba lần cắn kẹo sẽ tốt hơn hai lần cắn, nhưng lần cắn thứ hai mươi không bổ sung nhiều cho trải nghiệm ngoài thứ mười chín (và thậm chí có thể khiến nó tồi tệ hơn). Hiệu ứng này được thiết lập rõ ràng đến nỗi nó được gọi là "quy luật lợi ích cận biên giảm dần" trong kinh tế học (Gossen, 1854/1983), và được phản ánh trong hình dạng lõm của hầu hết các đường tổng lợi ích. Điều này đề cập đến sự gia tăng lợi ích mà một cá nhân thu được từ việc tăng mức tiêu thụ của họ đối với một hàng hóa cụ thể. "Quy luật lợi ích cận biên giảm dần là trọng tâm của việc giải thích nhiều hiện tượng kinh tế,... Quy luật nói rằng, thứ nhất, lợi ích cận biên của mỗi đơn vị đồng nhất giảm khi lượng cung đơn vị tăng lên (và ngược lại); thứ hai, lợi ích cận biên của một đơn vị có quy mô lớn hơn lớn hơn lợi ích biên của một đơn vị có quy mô nhỏ hơn (và ngược lại). Định luật thứ nhất biểu thị quy luật về mức độ lợi ích cận biên giảm dần; luật thứ hai biểu thị luật tăng tổng lợi ích.
Trong kinh tế học hiện đại, sự lựa chọn trong những điều kiện chắc chắn tại một thời điểm duy nhất được mô hình hóa thông qua "ordinal utility" (lợi ích được sắp xếp theo một thứ tự yêu thích nào đó), Với lợi ích thứ tự, sở thích của một người không có lợi ích cận biên duy nhất, và do đó, việc lợi ích cận biên có giảm đi hay không cũng không có ý nghĩa. Ngược lại, quy luật lợi ích cận biên giảm dần có ý nghĩa trong bối cảnh mức độ thỏa dụng có thể định lượng, mà trong kinh tế học hiện đại được sử dụng để phân tích sự lựa chọn giữa các ngành, sự lựa chọn trong điều kiện không chắc chắn và phúc lợi xã hội.
Quy luật lợi ích cận biên giảm dần là giá trị chủ quan thay đổi một cách linh động nhất gần các điểm 0 và nhanh chóng chững lại khi lãi (hoặc lỗ) tích lũy. Và nó được phản ánh trong hình dạng lõm của hầu hết các hàm lợi ích chủ quan.
Với mối quan hệ lõm giữa lợi ích khách quan (trục x) và giá trị chủ quan (trục y), mỗi lợi ích một đơn vị tạo ra mức tăng giá trị chủ quan nhỏ hơn so với lợi ích trước đó của một đơn vị tương đương. Lợi ích cận biên, hoặc sự thay đổi giá trị chủ quan trên mức hiện có, giảm đi khi lợi ích tăng lên.
Khi tốc độ tiếp hàng hóa tăng lên, lợi ích biên giảm xuống. Nếu tiêu dùng hàng hóa tiếp tục tăng, lợi ích cận biên tại một thời điểm nào đó có thể giảm xuống bằng không, đạt mức độ thỏa dụng tối đa. Sự gia tăng hơn nữa trong việc tiêu thụ hàng hóa làm cho lợi ích cận biên trở nên âm; điều này cho thấy sự không hài lòng. Ví dụ, tại một số thời điểm, liều lượng kháng sinh tiếp theo sẽ không tiêu diệt được mầm bệnh nào và thậm chí có thể gây hại cho cơ thể.
Như đã đề xuất ở những nơi khác trong bài viết này, đôi khi, người ta có thể gặp một tình huống mà mức độ lợi ích cận biên tăng lên ngay cả ở cấp độ kinh tế vĩ mô. Ví dụ, việc cung cấp một dịch vụ chỉ có thể khả thi nếu hầu hết hoặc tất cả mọi người đều có thể tiếp cận được. Lợi ích cận biên của một nguyên liệu thô cần thiết để cung cấp một dịch vụ như vậy sẽ tăng lên tại "điểm tới hạn" mà điều này xảy ra. Điều này cũng tương tự như vị trí với các hạng mục khổng lồ như tàu sân bay số lượng các hạng mục này liên quan quá ít đến mức lợi ích cận biên không còn là một khái niệm hữu ích nữa, vì chỉ có một quyết định đơn giản là "có" hoặc "không".

## Giá cả và thỏa dụng biên
Giả định người tiêu dùng là con người kinh tế điển hình. Anh/chị ta muốn tối đa hóa thỏa dụng với mức ngân sách xác định trước của mình. Để cho đơn giản, giả định tiếp người tiêu dùng này chỉ tiêu dùng hai thứ hàng hóa và mức tiêu dùng mỗi hàng hóa là lớn hơn 0 (giải pháp bên trong). Khi đó, việc lựa chọn một tổ hợp giữa hai hàng hóa này sao cho tối đa hóa được mức thỏa dụng dẫn tới việc cân đối mức thỏa dụng biên giữa hai hàng hóa. Và, tỷ lệ giữa mức thỏa dụng biên của hai hàng hóa đúng bằng tỷ lệ giữa giá cả của hai hàng hóa đó.
Các bài toán kinh tế học vi mô về tìm tổ hợp hàng hóa tối ưu cho phép tối đa hóa thỏa dụng với chế ước ngân sách xác định, vì thế, thường có cách giải tắt bằng cách giả định lựa chọn của người tiêu dùng là giải pháp bên trong rồi đặt tỷ lệ thỏa dụng bằng tỷ lệ giá giữa hai hàng hóa. Khi không tìm ra đáp số lại giả định tiếp lựa chọn của người tiêu dùng là giải pháp góc rồi tính mức thỏa dụng khi lượng tiêu dùng hàng hóa này bằng 0 hay lượng tiêu dùng hàng hóa kia bằng 0 sẽ lớn hơn rồi từ đó tìm ra đáp số.

## Thuyết cận biên
Chủ nghĩa cận biên giải thích sự lựa chọn với giả thuyết rằng mọi người quyết định có thực hiện bất kỳ thay đổi nhất định nào dựa trên mức độ thỏa dụng cận biên của sự thay đổi đó hay không, với các lựa chọn thay thế được lựa chọn dựa trên mức độ thỏa dụng cận biên lớn nhất.

### Giá thị trường và quy luật giảm dần tiện ích cận biên
Nếu một cá nhân sở hữu một hàng hóa hoặc dịch vụ có tiện ích cận biên đối với anh ta ít hơn so với một số hàng hóa hoặc dịch vụ khác mà anh ta có thể giao dịch, thì việc thực hiện giao dịch đó có lợi cho anh ta. Tất nhiên, khi một thứ được bán và thứ khác được mua, lãi hoặc lỗ biên tương ứng từ các giao dịch tiếp theo sẽ thay đổi. Nếu mức thỏa dụng cận biên của một thứ đang giảm đi và thứ kia không tăng lên, tất cả những thứ khác đều bằng nhau, thì một cá nhân sẽ đòi hỏi một tỷ lệ ngày càng tăng của cái có được so với cái bị hy sinh. Một cách quan trọng mà tất cả những thứ khác có thể không bình đẳng là khi việc sử dụng một hàng hóa hoặc dịch vụ bổ sung cho hàng hóa hoặc dịch vụ kia. Trong những trường hợp như vậy, tỷ lệ hối đoái có thể không đổi. Nếu bất kỳ nhà giao dịch nào có thể cải thiện vị trí của mình bằng cách cung cấp một giao dịch thuận lợi hơn cho các nhà giao dịch bổ sung, thì anh ta thường sẽ làm như vậy.
Trong nền kinh tế có tiền, tiện ích cận biên của một số lượng chỉ đơn giản là của hàng hóa hoặc dịch vụ tốt nhất mà nó có thể mua được. Bằng cách này, nó rất hữu ích cho việc giải thích cung và cầu, cũng như các khía cạnh thiết yếu của các mô hình cạnh tranh không hoàn hảo.

#### Nghịch lý giữa nước và kim cương
Thuyết về "Nghịch lý của nước và kim cương" thường được đề cập là có mối liên kết với Adam Smith, mặc dù nó đã được các nhà tư tưởng trước đó công nhận. Mâu thuẫn rõ ràng nằm ở chỗ nước có giá trị kinh tế thấp hơn kim cương, mặc dù nước quan trọng hơn nhiều đối với sự tồn tại của con người. Smith cho rằng có sự phân chia không hợp lý giữa "giá trị sử dụng" của một thứ gì đó và "giá trị trao đổi". Những thứ có giá trị lớn nhất được sử dụng thường xuyên có rất ít hoặc không có giá trị trao đổi; và tương tự như vậy, những thứ có giá trị lớn nhất để trao đổi thường ít hoặc không có giá trị sử dụng. Không có gì hữu ích hơn nước: nhưng nó sẽ hiếm khi mua được bất cứ thứ gì. Một viên kim cương hầu như không có bất kỳ giá trị thực tế nào trong việc sử dụng, nhưng có thể có một lượng lớn hàng hóa khác để đổi lấy nó.
Giá trị được xác định bởi cả tiện ích cận biên và chi phí cận biên, và đây là chìa khóa của nghịch lý rõ ràng. Chi phí cận biên của nước thấp hơn chi phí cận biên của kim cương. Điều đó không có nghĩa là giá của bất kỳ hàng hóa hay dịch vụ nào chỉ đơn giản là một hàm của tiện ích cận biên mà nó có đối với bất kỳ cá nhân nào hoặc đối với một số cá nhân điển hình. Thay vào đó, các cá nhân sẵn sàng giao dịch dựa trên các tiện ích cận biên tương ứng của hàng hóa mà họ có hoặc mong muốn (với những tiện ích cận biên này là khác biệt đối với từng nhà kinh doanh tiềm năng), và giá cả do đó phát triển bị hạn chế bởi những tiện ích cận biên này.

### Những hạn chế của chủ nghĩa cận biên
Chủ nghĩa cận biên có nhiều hạn chế giống như nhiều lý thuyết kinh tế. Các nhà kinh tế học thường đặt câu hỏi liệu mọi người có hành động như những gì họ được mô tả trong lý thuyết hay không. Việc hiểu những gì đang mang lại cho ai đó một lượng tiện ích cụ thể là vô cùng phức tạp và thay đổi theo từng người và có thể không ổn định. Một hạn chế khác là liên quan đến cách đo lường sự thay đổi biên. Đo lường tiền là một trong những cách đơn giản nhất để phân tích mức độ cận biên do không có bất kỳ phương tiện thay thế nào khác. Mặc dù hạn chế có thể được nhìn thấy khi cố gắng đo lường tiện ích thu được từ các vật tư tiêu dùng khác như thực phẩm vì có quá nhiều sản phẩm thay thế và một lần nữa các sở thích có thể hạn chế độ chính xác.

## Định lượng tiện ích cận biên
Lợi ích cận biên {\displaystyle MU={\frac {\Delta TU}{\Delta Q}}} = Sự thay đổi về tổng lợi ích/Sự thay đổi về lượng hàng tiêu dùng
Trường hợp tiêu dùng 2 loại hàng hóa, tổng lợi ích được cho dưới dạng hàm số :
TU = f(X,Y) thì lợi ích cận biên (MU) là đạo hàm bậc nhất của hàm tổng lợi ích (TU).

## Lịch sử
Các nhà kinh tế học đã cố gắng giải thích việc xác định giá. Thuật ngữ "tiện ích cận biên", được Alfred Marshall ghi cho nhà kinh tế học người Áo Friedrich von Wieser, là bản dịch của thuật ngữ Grenznutzen ("sử dụng biên giới") của Wieser.

### Các cách tiếp cận theo chủ nghĩa cận biên
Có lẽ bản chất của khái niệm về mức độ tiện ích cận biên giảm dần có thể được tìm thấy trong Chính trị của Aristotle, trong đó ông viết:
Hàng hóa bên ngoài có một giới hạn, giống như bất kỳ công cụ nào khác, và tất cả những thứ hữu ích đều có bản chất đến mức nếu có quá nhiều thứ thì chúng phải gây hại, hoặc bất cứ giá nào cũng không có ích gì."
Đã có sự bất đồng rõ rệt về sự phát triển và vai trò của các cân nhắc cận biên trong lý thuyết giá trị của Aristotle.
Nhiều nhà kinh tế học đã kết luận rằng có một số loại mối quan hệ qua lại giữa tiện ích và độ hiếm ảnh hưởng đến các quyết định kinh tế, và đến lượt nó lại thông báo cho việc xác định giá cả. Kim cương có giá cao hơn nước vì tiện ích cận biên của chúng cao hơn nước.
Các nhà trọng thương người Ý ở thế kỷ thứ mười tám, chẳng hạn như Antonio Genovesi, Giammaria Ortes, Pietro Verri, Marchese Cesare di Beccaria, và Bá tước Giovanni Rinaldo Carli, cho rằng giá trị được giải thích theo nghĩa tiện ích chung và sự khan hiếm, mặc dù chúng thường không hoạt động- đưa ra một lý thuyết về cách những thứ này tương tác với nhau. Trong Dellaosystema (1751), Abbé Ferdinando Galiani, một học trò của Genovesi, đã cố gắng giải thích giá trị như một tỷ lệ của hai định lượng, tiện ích và khan hiếm, với tỷ lệ thành phần thứ hai là tỷ lệ số lượng sử dụng.
Anne Robert Jacques Turgot, trong Réflexions sur la shape et la Distribution de richesse (1769), cho rằng giá trị bắt nguồn từ tiện ích chung của tầng lớp mà hàng hóa thuộc về, từ sự so sánh giữa mong muốn hiện tại và tương lai, và từ những khó khăn dự đoán trong mua sắm.
Giống như những người theo chủ nghĩa trọng thương, Étienne Bonnot, Abbé de Condillac, xem giá trị được xác định bởi mức độ hữu dụng liên quan đến loại hàng hóa thuộc về, và bằng cách ước tính sự khan hiếm. Trong De commerce et le gouvernement (1776), Condillac nhấn mạnh rằng giá trị không dựa trên chi phí mà chi phí được trả vì giá trị.
Điểm cuối cùng này đã được Richard Whately, người ủng hộ chủ nghĩa cận biên ở Thế kỷ 19, nhắc lại nổi trong Bài giảng giới thiệu về kinh tế chính trị (1832) đã viết:
"Không phải là ngọc trai có giá cao bởi vì con người đã lặn vì chúng; nhưng ngược lại, con người lao vào tìm kiếm vì họ mua được giá cao."(Học sinh cao cấp của Whatley được ghi nhận dưới đây là một người theo chủ nghĩa bên lề đầu tiên.)